# Kadıncık Çayı
Der Kadıncık Çayı bildet den linken Quellfluss des Berdan Çayı in der südtürkischen Provinz Mersin.
Der Kadıncık Çayı entspringt im Landkreis Çamlıyayla unweit der Provinzgrenze zu Konya und Niğde im Norden von Mersin, etwa 30 km nördlich der Kreisstadt Çamlıyayla. Der Kadıncık Çayı fließt anfangs ein Stück nach Osten, wendet sich dann aber bald nach Süden. Er fließt anschließend in überwiegend südsüdöstlicher Richtung. 
Am Mittel- und Unterlauf wird das Gefälle des Flusses von den Wasserkraftwerken Gökhes (10 MW), Kadıncık-1 (70 MW) und Kadıncık-2 (56 MW) komplett ausgenutzt. Das Wasser wird jeweils an einem Wehr abgeleitet und mittels Kanälen, Tunneln und Druckleitungen dem flussabwärts gelegenen Kraftwerk zugeleitet. Das Wasserkraftwerk Kadıncık-2 befindet sich unterhalb des Zusammenflusses von Kadıncık Çayı mit Pamukluk Çayı am linken Ufer des Berdan Çayı.  